# Alejandra Ribera

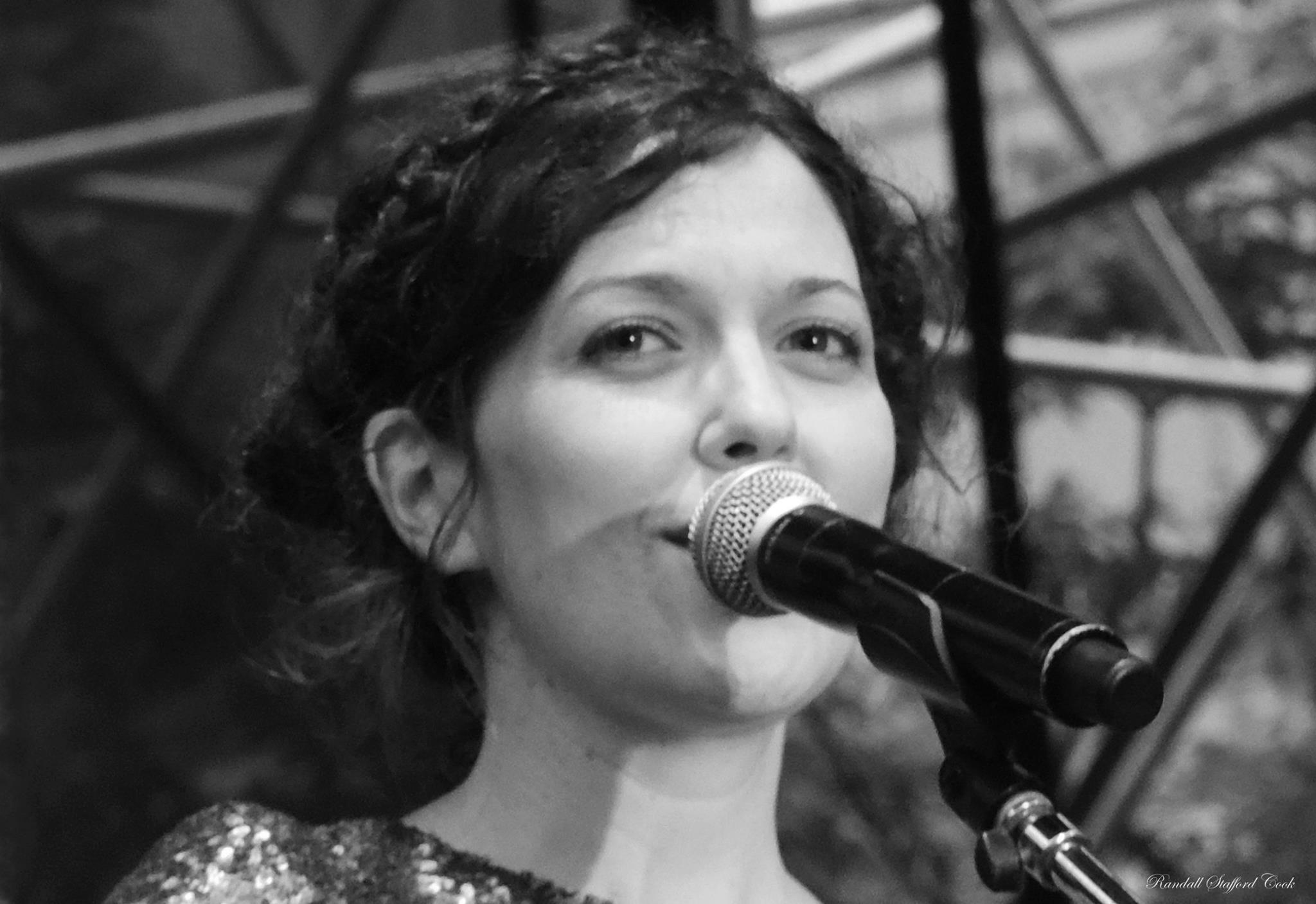
Alejandra Ribera, 2014

Alejandra Ribera (* in Toronto) ist eine kanadische Indie-Pop-, Latin- und Jazzsängerin mit argentinischen (Vater) und schottischen (Mutter) Wurzeln. Sie singt in Englisch, Französisch und Spanisch. Sie ist in Toronto aufgewachsen.
Ihr Debütalbum „Navigator/Navigatehr“ veröffentlichte sie im Jahr 2009, gefolgt von „La Boca“ (2015) und „This Island“ (2017).

## Diskografie (Auswahl)
Alben
- 2011: Navigatornavigateher
- 2015: La Boca
- 2017: This Island